# Endham (Fraunberg)
Endham ist ein Ortsteil der Gemeinde Fraunberg, Landkreis Erding, Oberbayern.

## Lage
Der Weiler liegt rund sechs Kilometer südöstlich von Fraunberg. 